# George Edward Hughes
George Edward Hughes (8 juin 1918 - 4 mars 1994) est un philosophe et logicien néo-zélandais d'origine irlandaise dont les principaux travaux universitaires portent sur la logique modale et la philosophie médiévale.

## Biographie
Hughes est né le 8 juin 1918 à Waterford, en Irlande. Ses parents anglais, George James Hughes et Gertrude Sparks, s'installent en Écosse au début des années 1920, à la suite de la guerre d'indépendance irlandaise. George obtient une maîtrise avec mention très bien en philosophie et en anglais, puis en philosophie pure, de l'Université de Glasgow. Il étudie ensuite pendant un an à l'Université de Cambridge, avant d'être rappelé à Glasgow comme maître assistant. Par la suite, il est chargé de cours à l'University College of South Wales à Cardiff, puis à l'University College of North Wales à Bangor. En 1951, il est nommé à la première chaire de philosophie de l'Université Victoria de Wellington en Nouvelle-Zélande, poste dont il prend sa retraite en 1984. Il est décédé à Wellington le 4 mars 1994.

## Carrière
Il est très influencé par John Wisdom et Ludwig Wittgenstein, auprès desquels il suit des cours à Cambridge, John Langshaw Austin, un éminent représentant de la philosophie du langage ordinaire ; et Arthur Prior, avec qui il trouve beaucoup de points communs lorsqu'ils se rencontrent en Nouvelle-Zélande.
Ses premières recherches portent sur l'éthique et la philosophie de la religion, mais il est surtout connu pour ses livres sur la logique modale, coécrits avec son collègue et ancien étudiant Max Cresswell. En 1968, ils publient An Introduction to Modal Logic, le premier manuel moderne dans le domaine. Ce livre, qui a été traduit en allemand, italien, japonais et espagnol, joue un rôle important en faisant découvrir à de nombreuses générations d'étudiants et de chercheurs la sémantique de Kripke, une théorie mathématique du sens qui révolutionne l'étude des logiques modales et conduit à des applications allant de la sémantique des langues naturelles au raisonnement sur le comportement des programmes informatiques. Vaughan Pratt, le créateur de la Logique dynamique, écrit en référence à sa propre motivation que « un week-end avec Hughes et Cresswell m'a convaincu qu'une union des plus harmonieuses entre la logique modale et les programmes était possible ».
L'autre intérêt particulier de Hughes concerne la logique philosophique médiévale, où ses principaux projets sont la préparation de commentaires philosophiques sur les manuscrits latins de Jean Buridan et de Paul de Venise, ainsi que des traductions anglaises des originaux.
Il est également prêtre dans l'Église anglicane (épiscopale), ayant été ordonné dans la cathédrale de Bangor en 1950. À cette époque, il y a un besoin de clercs capables de célébrer des offices en gallois et en anglais, aussi l'évêque de Bangor ordonne-t-il plusieurs hommes qu'il juge aptes, mais qui n'ont pas reçu la formation théologique habituelle. Hughes a un don pour les langues qui lui a permis d'apprendre rapidement à prononcer les mots du service même s'il ne parle pas gallois.
Il est marié et père de cinq enfants. Son épouse Beryl Hughes (1920-2015), historienne, a enseigné au département d'histoire de l'université de Victoria pendant 25 ans et est l'une des fondatrices du programme d'études sur les femmes.

## Publications
- The Elements of Formal Logic, par GE Hughes et DG Londey, Methuen 1965.
- An Introduction to Modal Logic, avec Max Cresswell, Methuen 1968.
- John Buridan on Self-Reference: Chapter Eight of Buridan's 'Sophismata', with a Translation, an Introduction, and a Philosophical Commentary, par GE Hughes, Cambridge University Press, 1982[1].
- A Companion to Modal Logic, par GE Hughes et MJ Cresswell, Methuen 1984.
- Paul de Venise. Logica magna, Partie II, Fascicule 4, Capitula De Conditionali et De Rationali . Édité avec une traduction anglaise et des notes par G. E. Hughes. The British Academy Classical and Medieval Logic Texts, VI. Publié pour la British Academy par Oxford University Press, Oxford, 1990.
- A New Introduction to Modal Logic, par G. E. Hughes et Max Cresswell, Routledge, 1996.